# Chauliognathus arizonensis
Chauliognathus arizonensis es una especie de coleóptero de la familia Cantharidae, subfamilia Chauliognathinae y género Chauliognathus.